# Leon Knopoff
Leon Knopoff (* 1. Juli 1925 in Los Angeles; † 20. Januar 2011 in Sherman Oaks) war ein US-amerikanischer Geophysiker. Er galt als einer der Väter der theoretischen Seismologie.

## Biografie
Nach dem Schulbesuch studierte er zunächst Elektroingenieurwesen am California Institute of Technology (CALTECH) und schloss dieses Studium 1944 ab. Im Anschluss absolvierte er ein Postgraduiertenstudium der Physik am CALTECH und beendete dieses 1949 mit einer Doktorarbeit.
Danach war er zwei Jahre an der Miami University und wurde dann wissenschaftlicher Mitarbeiter an der University of California, Los Angeles (UCLA), wurde dort 1957 Associate Professor und erhielt 1959 eine volle Professur für Geophysik an. 1956 entwarf er ein erstes Repräsentations-Theorem für eine vollständige seismische Wellengleichung vor und legte außerdem wichtige Arbeiten auf dem Gebiet der Beugung seismischer Wellen vor, wie zum Beispiel in Bezug auf den Erdkern.
1961 wurde er dort auch zum Professor für Physik berufen. 1964 veröffentlichte er mit Robert Burridge das Repräsentationstheorem von Burridge und Knopoff, das eine wichtige Grundlage der theoretischen Seismologie bildet. 1967 schuf er Grundlagen für die Computersimulation von Seismizität an geologischen Verwerfungen mit dem Burridge-Knopoff Modell. In diesem Modell werden die Punkte auf der Verwerfung durch Massen simuliert, die mit Federkräften gehalten werden und miteinander in Verbindung stehen und einer Reibungskraft unterliegen. Er simulierte damit Erdbeben sowohl auf dem Computer als auch in physischen Modellen (Slider Model). Ein Ergebnis der Untersuchungen war, dass Erdbeben dazu neigen in Clustern aufzutreten.
Zwischen 1972 und 1986 war er zudem Assoziierter Direktor des Instituts für Geophysik und Planetarphysik (Institute of Geophysics and Planetary Physics, IGPP) der UCLA. 1980 beschrieb er ein universales statistisches Potenzgesetz (also einer Fraktal-Verteilung) für die räumliche Aufteilung von Erdbeben, die Folgen für die Geometrie von Erdbeben an Verwerfungen haben. Er untersuchte auch ausführlich die Statistik der zeitlichen Abfolge von Vorbeben größerer Erdbeben mit dem Ziel eine Vorhersagemethode zu entwickeln. Allerdings wies Knopoff auch nach, dass die meisten kleinen Erdbeben keine Foreshocks waren, die großen Beben vorhergingen, sondern Anzeichen des Spannungsabbaus.
Er untersuchte auch den Zusammenhang von Erdgezeiten und Erdbeben. 1964 kam er zu dem Schluss, dass kein Zusammenhang bestand. 1983 untersuchte er das Problem nochmals zusammen mit dem Astronomen Steven Kilston, diesmal auf regionaler Ebene in Kalifornien (aufgrund der besonderen Nord-Süd-Orientierung der San Andreas Verwerfung) und nur für starke Beben und fand Zusammenhänge (zum Beispiel traten die Beben meist bei Voll- und Neumond auf und bei Sonnenaufgang und Sonnenuntergang). Sie sagten in ihrem Nature-Artikel stärkere Beben für 1987 im Imperial Valley in Kalifornien vorher, und zwei traten auch ein.
Er befasste sich auch mit der Bestimmung der Geschwindigkeit seismischer Wellen, Messungen der Erdgezeiten am Südpol, Altersbestimmung von Keramik mit der Thermolumineszenzdatierung und musikologischen Fragen (er forschte ab 1960 am Institut für Ethnomusikologie der UCLA, veröffentlichte mit William Hutchinson Arbeiten über psychophysikalische Aspekte der Musik und spielte selbst Klavier und Cembalo).
Knopoff veröffentlichte über 350 wissenschaftliche Arbeiten und hatte 38 Doktoranden an der UCLA.
Für seine Arbeiten erhielt er 1978 die Emil-Wiechert-Medaille der Deutschen Geophysikalischen Gesellschaft sowie 1979 die Goldmedaille der Royal Astronomical Society. 1990 erhielt er die Medaille der Seismological Society of America. 1972 bis 1974 war er im Earthquake Council des Gouverneurs von Kalifornien.
Er war Mitglied der National Academy of Sciences (1963), der American Association for the Advancement of Science, der American Philosophical Society und der American Academy of Arts and Sciences (1965). Er war Ehrendoktor der Universität Straßburg (2004) und Ehrenprofessor im Institut für Geophysik der China Earthquake Administration (2004). Er besuchte China seit den 1970er Jahren.
Auch nach seiner Emeritierung war Knopoff weiter tätig und unter anderem Autor bei der Fachzeitschrift „Nature“. 1985 bis 1990 war er im Herausgeber-Gremium der Zeitschrift Science.
Ein Lehrstuhl an der UCLA ist nach ihm und seiner Frau Joanne V. C. Knopoff benannt, von beiden 2001 durch eine Donation von 500.000 Dollar an die Universität gestiftet.

## Veröffentlichungen
- Fred Schwab, Leon Knopoff: Surface waves on multilayered anelastic media, Bulletin of the Seismological Society of America, 1971
- W. Gary Ernst, D. T. Griggs, Leon Knopoff und L. B. Slichter: William Walden Rubey, University of California: In Memoriam, 1976
- Leon Knopoff: Beno Gutenberg (Biography at the Online Archive, National Academy of Sciences, Washington DC, USA)